# Oblivion Machine
«Oblivion Machine» ([əˈblɪvɪən məˈʃiːn]; дословн. рус. Машина забвения) — российская метал-группа, образованная в 2005 году в Саратове.

## История
Дебют группы состоялся в 2008 году с релизом альбома Unnatural & Wrong, в поддержку которого был выпущен клип Antigod. В качестве звукозаписывающего лейбла выступил Irond. Изначально высокое качество материала обусловило интерес к группе на российской метал-сцене, а телеканал A-One взял клип Antigod в ротацию. В дальнейшем группой был выпущен альбом ремиксов, в записи которого приняли участие Михил ван ден Бос, автор саундтреков компьютерных игр Unreal и Deus Ex, группа Xe-NONE и dj Noiz.
После выхода второго номерного альбома Zero-Gravity, сведением которого занялся Хийли Хийлесмаа (звукорежиссер и продюсер групп Apocalyptica, KYPCK, Moonspell, Theatre Of Tragedy, Amorphis, Sentenced и т. д.), группа выпускается на Industrial-сборнике The Voices of Machine (2012) в рамках проекта VARG лейблов Artificial Sun и GlobMetal Promotion, а её музыка появляется в эфире радио «Эхо Москвы» (Россия), «Radio Planet» (Испания), «Planet Rock Music» и «Formula Planet» (Россия). В активе группы выступление на фестивале экстремальной музыки Metal Crowd, а также гастрольные туры по городам европейской части России. Коллектив активно сотрудничает с музыкантами Digimortal, Nookie и Stardown, а композиции группы используются в качестве фоновой музыки на русском сайте научно-фантастического боевика Люка Бессона «Напролом». Все полноформатные альбомы оформлены картинами Алексея «Гуталина» Кожанова, концепт-художника фильма «Прометей», Риддли Скотта.

## Стиль
Первые работы группы относят к Industrial Death Metal, однако сами музыканты не склонны ограничивать своё творчество жанровыми рамками и предпочитают рассматривать свой стиль во многом как экспериментальный.
Абсолютно все релизы коллектива тематически различны по стилистике игры.

### Тематика песен
Лирика группы очень яркая, эмоциональная, многозная, изначально затрагивающая темы будущего человечества, философии, науки и религии. Основные языки песен — русский и английский.
Космос, внеземной разум, научная фантастика, ближайшее будущее, прогресс, рефлексия, самопознание, разрушение и созидание, смерть, насилие, возможности выбора, теория зарождения жизни, смысл бытия, теософия, концепция бога — лишь неполный перечень затрагиваемых тем.

## Состав
- Алексей Циколенко — вокал, гитара (с 2005)
- Константин Циколенко — гитара (с 2005)
- Сергей Канатьев — бас-гитара (с 2006)
- Карина Назина — вокал (с 2010)
- Сергей Адреналинов — ударные (с 2010)

## Дискография
| Название                          | Год выпуска | Лейбл        |
| --------------------------------- | ----------- | ------------ |
| Unnatural & Wrong (LP)            | 2008        | Irond        |
| Exilence (Single)                 | 2009        | Free release |
| Viewpoint Collector (Remix album) | 2010        | Free release |
| Zero-Gravity (LP)                 | 2011        | Союз         |
| Starfield (EP)                    | 2012        | Free release |
| Oblivion Machine (LP)             | 2013        | Free release |
| Следопыт (Сингл)                  | 2014        | Free release |
| Антология лунных недугов (LP)     | 2017        | Free release |
| Омут (сингл)                      | 2018        | Free release |
| V (LP)                            | 2021        | Free release |
| Зов (feat Rosa Infra) (сингл)     | 2025        | Free release |

|  |  |  |

## Видео
| Название  | Год выпуска | Студия         |
| --------- | ----------- | -------------- |
| Antigod   | 2008        | Foxland Studio |
| Surfacing | 2012        | Inner-vision   |

## Отзывы и критика
- Рецензия на альбом «Zero-Gravity» в журнале Dark City № 67, 2012 год
- Интервью журналу Dark City № 42, 2009 год